# Episodi di Five Mile Creek (terza stagione)
La terza stagione della serie televisiva Five Mile Creek è stata trasmessa in anteprima in Australia dalla Seven Network tra il 2 gennaio 1985 e il 7 agosto 1985.
| nº | Titolo originale       | Titolo italiano | Prima TV Australia | Prima TV Italia |
| -- | ---------------------- | --------------- | ------------------ | --------------- |
| 1  | Travellers' Tales      |                 | 2 gennaio 1985     |                 |
| 2  | The Gauntlet           |                 | 6 febbraio 1985    |                 |
| 3  | Real Cowboys Play Fair |                 | 6 marzo 1985       |                 |
| 4  | Possum                 |                 | 20 marzo 1985      |                 |
| 5  | The Best of Mates      |                 | 3 aprile 1985      |                 |
| 6  | The Gold Cup           |                 | 17 aprile 1985     |                 |
| 7  | A Dog Called Johnson   |                 | 1º maggio 1985     |                 |
| 8  | A Fish Out of Water    |                 | 15 maggio 1985     |                 |
| 9  | The Great Coach Race   |                 | 5 giugno 1985      |                 |
| 10 | A Death in the Family  |                 | 19 giugno 1985     |                 |
| 11 | A Lot of Hot Air       |                 | 3 luglio 1985      |                 |
| 12 | One Fine Day           |                 | 17 luglio 1985     |                 |
| 13 | America                |                 | 7 agosto 1985      |                 |